# Catageus longispina
Espèce
Synonymes
- Stygophrynus longispina Gravely, 1915

Catageus longispina est une espèce d'amblypyges de la famille des Charontidae.

## Distribution
Cette espèce est endémique du Kedah en Malaisie. Elle se rencontre sur les Langkawi.

## Description
La carapace du mâle holotype mesure 9 mm de long sur 12 mm.

## Publication originale
- Gravely, 1915 : A revision of the Oriental subfamilies of. Tarantulidae (order Pedipalpi). Records of the Indian Museum, vol. 11, p. 433–455 (texte intégral).